# Áron (keresztnév)
Az Áron  bibliai név, talán héber eredetű, jelentése: ihletett, tisztánlátó, vagy a bátorság hegye.

## Gyakorisága
Az 1990-es években gyakori, a 2000-es években a 14-48. leggyakoribb férfinév.

## Névnapok
- április 2.[2]
- július 1.[2]

## Idegen nyelvi változatai
- אַהֲרֹן (héber)
- Aarón (spanyol)
- Aaron (angol)
- Hárún (arab)
- Harun (török)

## Híres Áronok
- Áron, Mózes testvére a Bibliában
- Benedek Áron lelkész
- Berde Áron jogász, közgazdász, egyetemi tanár, rektor, meteorológus, klimatológus, az MTA tagja
- Bessenyei Áron költő
- Buzogány Áron miniszteri tanácsos, író
- Chorin Áron főrabbi
- Gábor Áron tüzér őrnagy, az önálló székely tüzérség megteremtője
- Aaron Gordon amerikai válogatott kosárlabdázó
- Aaron Jeffery ausztrál színész
- Kibédi Varga Áron hollandiai magyar irodalomtörténész, költő
- Aaron Lennon angol labdarúgó
- Losonczi Áron építészmérnök
- Márton Áron erdélyi pap, Gyulafehérvár római katolikus püspöke
- Őze Áron színművész
- Elvis Aaron Presley amerikai énekes
- Aaron Ramsey walesi labdarúgó
- Hárún ar-Rasíd arab kalifa
- Aaron Sorkin amerikai író, színpadi szerző, producer
- Sövegjártó Áron színművész
- Aaron Swartz amerikai programozó, szerző, wikipédista
- Szilády Áron nyelvész, irodalomtörténész, akadémikus
- Szilágyi Áron olimpiai és világbajnok magyar kardvívó
- Tamási Áron író